# Алексеева, Екатерина Иосифовна
Алексеева Екатерина Иосифовна (род. 8 августа 1962) — доктор медицинских наук, профессор, руководитель НИИ детской ревматологии, заведующая ревматологическим отделением Национального медицинского исследовательского центра здоровья детей Министерства здравоохранения Российской Федерации, директор Клинического института детского здоровья имени Н. Ф. Филатова Первого Московского государственного медицинского университета, член-корреспондент РАН, специалист в области детской ревматологии.

## Биография
Окончила 1-й Московский ордена Ленина медицинский институт им. И. М. Сеченова в 1985 году, получив диплом по специальности «лечебное дело». Продолжила обучение на кафедре детских болезней.
В 1991 году получила учёную степень кандидата наук (диссертация на тему «Иглорефлексотерапия в комплексном лечении суставных вариантов ювенильного ревматоидного артрита»), а в 2000 — доктора наук («Принципы патогенетической терапии тяжелых системных вариантов ювенильного ревматоидного артрита»). Параллельно преподавала (1991—2004), получив в итоге должность профессора.
С 28 октября 2016 является членом-корреспондентом РАН.
С марта 2016 года — главный внештатный детский специалист ревматолог Минздрава России.
С 2018 года — президент Ассоциации детских ревматологов России.

## Научная деятельность
Опубликовала несколько сотен научных работ по детской ревматологии, в том числе 12 монографий и более ста статей в журналах, входящих в список ВАК. Одна из наиболее известных работ — изданная в 2008 году монография «Ювенильный ревматоидный артрит», написанная в соавторстве с Литвицким П. Ф., и награждённая несколькими дипломами.
При её непосредственном участии в РФ организована детская ревматологическая служба, разработаны стандарты и клинические рекомендации по оказанию медицинской помощи детям с ревматическими болезнями; "Порядок оказания медицинской помощи детям по профилю ревматология, «Общероссийский регистр данных пациентов с ювенильным идиопатическим артритом», web- и мобильные приложения для дистанционного наблюдения за пациентами с ревматическими болезнями.

## Награды
Е. И. Алексеева награждена Почетными грамотами Министерства здравоохранения РФ и Совета Федерации, нагрудным знаком «Отличник здравоохранения» и медалью Луки Крымского.